# Jarls de Lade

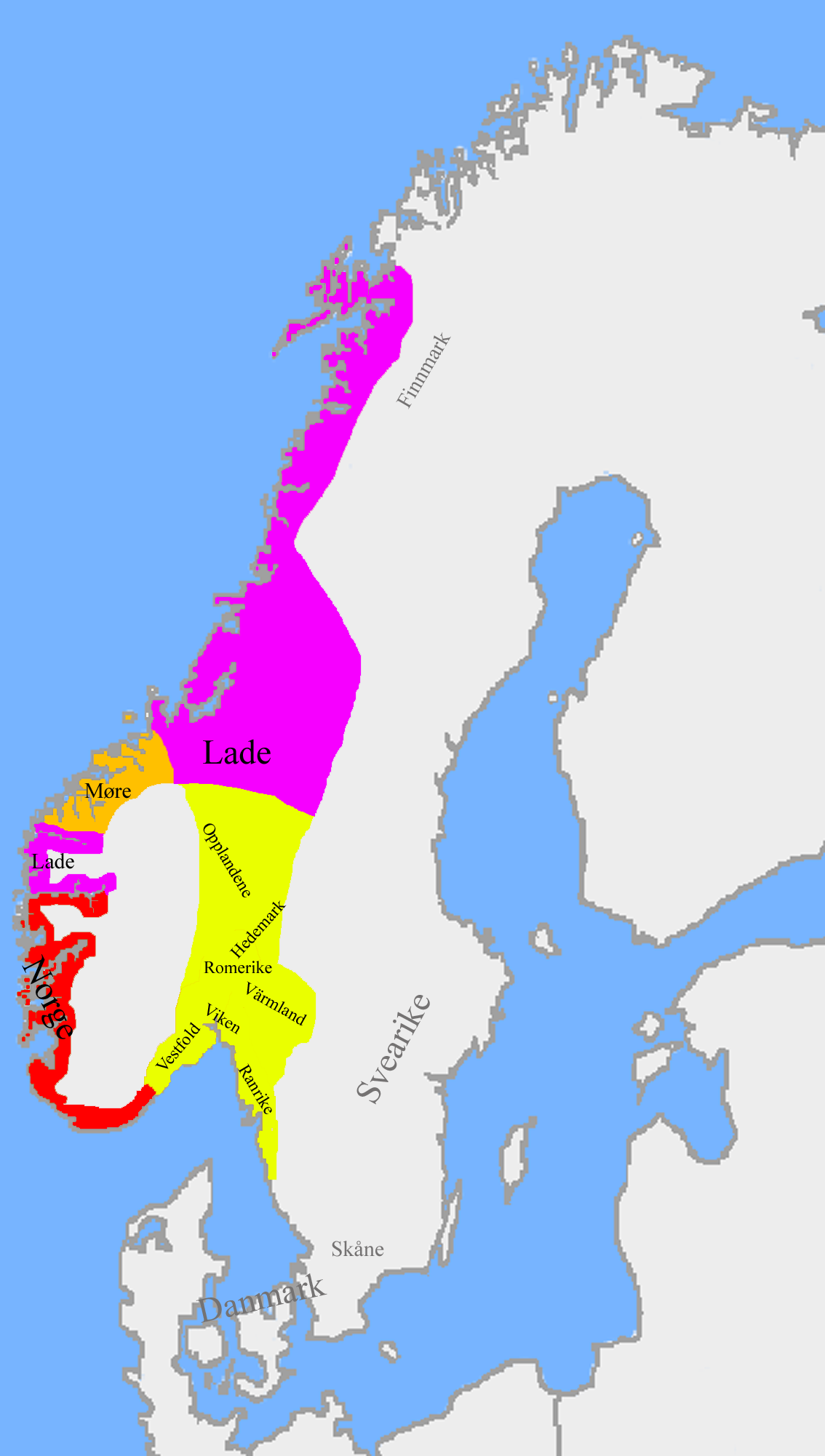
Partage du royaume à la mort de Harald à la Belle Chevelure vers 920. En violet, le domaine des jarls de Lade.

Les jarls de Lade (ou jarls de Hlaðir en vieux norrois) étaient une dynastie de seigneurs norvégiens. Leur influence s'étend du IXe siècle au XIe siècle. Ils étaient implantés dans la localité de Lade (dans la ville actuelle de Trondheim), sur les rives du Trondheimsfjord. Leur domaine couvrait le Trøndelag et le Hålogaland.
Les jarls de Lade furent : 
- Håkon Grjotgardsson, allié de Harald Belle chevelure dans l'unification de la Norvège ;
- Sigurd Håkonsson, ami et conseiller de Håkon le Bon ;
- Håkon Sigurdsson, « roi de Norvège » de 975 à 995 (sans en avoir le titre) ;
- Éric Håkonsson, gouverneur de la majeure partie de la Norvège de 1000 à 1015, sous le règne de Sven Ier de Danemark ;
- Svein Håkonsson, gouverneur d'une partie de la Norvège de 1015 à 1016, sous Olof de Suède ;
- Håkon Eiriksson, gouverneur de Norvège de 1028 à 1030, sous Knut le Grand.

La lignée s'éteint avec le décès en mer en 1030 de Håkon Eiriksson.

## Origines
La dynastie nait avec l'arrivée à Lade de Håkon Grjotgardsson au IXe siècle. En provenance du Hålogaland, Håkon s'y établit et crée une colonie sur les rives du Trondheimsfjord, au cœur du Trøndelag.

## Positionnement politique

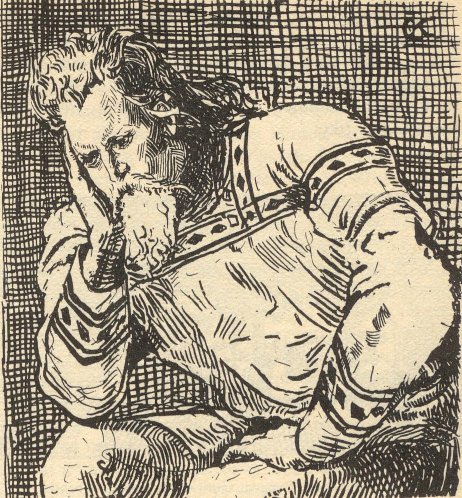
Haakon Sigurdsson imaginé par Christian Krohg

Fidèles alliés des premiers rois de Norvège qu'ils soutiennent dans leur volonté d'unifier le pays, Håkon Grjotgardsson et Sigurd Håkonsson contribuent activement à la création du royaume de Norvège sous le règne de Harald à la belle chevelure et de Håkon le Bon et à l'établissement de la dynastie des Hårfagreætta tout en conservant le contrôle de leur domaine.
Après le meurtre de Sigurd Håkonsson par Harald pelisse grise en 962, leur positionnement change. Les jarls de Lade s'opposent alors violemment aux descendants d'Harald à la belle chevelure dans leurs tentatives de reprendre le pouvoir dans le pays. Après avoir écarté Harald pelisse grise, Håkon Sigurdsson gouverne le pays jusqu'en 995.
À la transition du Xe siècle et du XIe siècle, les jarls de Lade combattent notamment Olaf Tryggvason et Saint Olaf, respectivement rois de Norvège de 995 à 1000 sous le nom d'Olaf Ier et de 1016 à 1028 sous le nom d'Olaf II. Pour conserver leur domaine, ils n'hésitent pas à s'allier avec des souverains étrangers, danois ou suédois, afin de contrer les prétendants au trône. À plusieurs reprises, ils règnent sur la Norvège en tant que gouverneur du royaume pour le compte de ces souverains étrangers.